# Rasmus Harboe
Rasmus Gunnersen Harboe (født 25. oktober 1868 i Skælskør, død 4. juni 1952 på Frederiksberg) var en dansk billedhugger.
Rasmus Harboe var søn af skibsreder og dampmøller Rasmus Jens Brændekilde Hilfgott Harboe, der ejede Skælskør Dampmølle.
Han begyndte sit kunstneriske virke som elev hos Stephan Sinding i København i 1888 og fulgte med ham til Paris i 1891-1982. Han modtog Anckers Legat og boede et år i Firenze og Rom 1898-1899 og rejste også i årene frem til Italien med støtte fra diverse stipendier. Han debuterede på Charlottenborg Forårsudstilling i 1893 med en marmorstatue af en fløjtespillende dreng og var efterfølgende med flere gange på udstillingen, ligesom han deltog på Verdensudstillingen i Bruxelles 1910 og på den danske udstilling i USA 1927.
Det Kongelige Danske Kunstakademi gav han årsmedaljen i 1914 for en portrætbuste i kalksten og valgte ham i 1919 til medlem af plenarforsamlingen. 1922 blev han medlem af Akademirådet, og 1923–26 havde han sæde i udstillingskomitéen bag Forårsudstillingen.
Fra 1903 til 1930 arbejdede han for fajancefabrikken Aluminia.
Rasmus Harboe blev ridder af Dannebrog i 1928. Han er begravet på Assistens Kirkegård i København.

## Værker i udvalg
- Fløjtespillende dreng, Un essai (1892, Statens Museum for Kunst)
- Byvåben og justitiafigur af majolika på Skælskør Rådhus (1895-1986)
- Skulptur af Helge Rode (1902, bronze, Statens Museum for Kunst)
- Skulptur af Stephan Sinding (gips, 1903, støbt i bronze 1906, Silkeborg Kunstmuseum)
- Skt. Nikolaj (granit, 1907, Nikolaj Kunsthal)
- Elias' Himmelfart, tympanonrelief, Eliaskirken, (1908)
- Brønden med Herakles og Slangerne på Vesterbros Torv (opstillet 1915 af Foreningen til Hovedstadens Forskønnelse)
- Smerten, Livsglæden, Læge med patient (granitrelieffer, 1907-1913, Bispebjerg Hospital)
- Årvågenheden (bronze, 1920, Danmarks Nationalbank)
- To drengefigurer i bronze til Statsprøveanstaltens facade (1917-1919)
- Døbefont i Frederiksholm Kirke, København (glaseret ler, 1918)
- Relief på svigerforældrenes grav (ca. 1924, Assistens Kirkegård)
- Udkast til monument, Marselisborg (plastelina, 1925, Statens Museum for Kunst)
- Jakobs kamp med englen (gips, 1926-29, Grundtvigs Kirkes krypt)
- Gravsten for Marie Gunnersen Meding og Tycho Meding (1929, Skælskør Kirkegård)
- Mindetavle (stentøj) for Philip Schou (1928, Den Kongelige Porcelænsfabrik)